# Alkoun úzkozobý
Alkoun úzkozobý (Uria aalge) je středně velkým druhem alky (délka 38–46 cm, rozpětí křídel 61–73 cm). V Evropě hnízdí na severozápadním pobřeží od Arktidy na jih po Bretaň ve Francii, severozápadní Španělsko a Portugalsko. Ve svatebním šatu je celý černý s bílým břichem, v prostém šatu má bílou hruď, krk, bradu a tváře. Dvakrát byl pozorován také v České republice.

## Určování
Ve všech šatech je obtížně odlišitelný od příbuzného alkouna tlustozobého (Uria lomvia). K hlavním rozlišovacím znakům patří delší, štíhlejší zobák, čárkované boky a v zimě bílá plocha zasahující za oko.

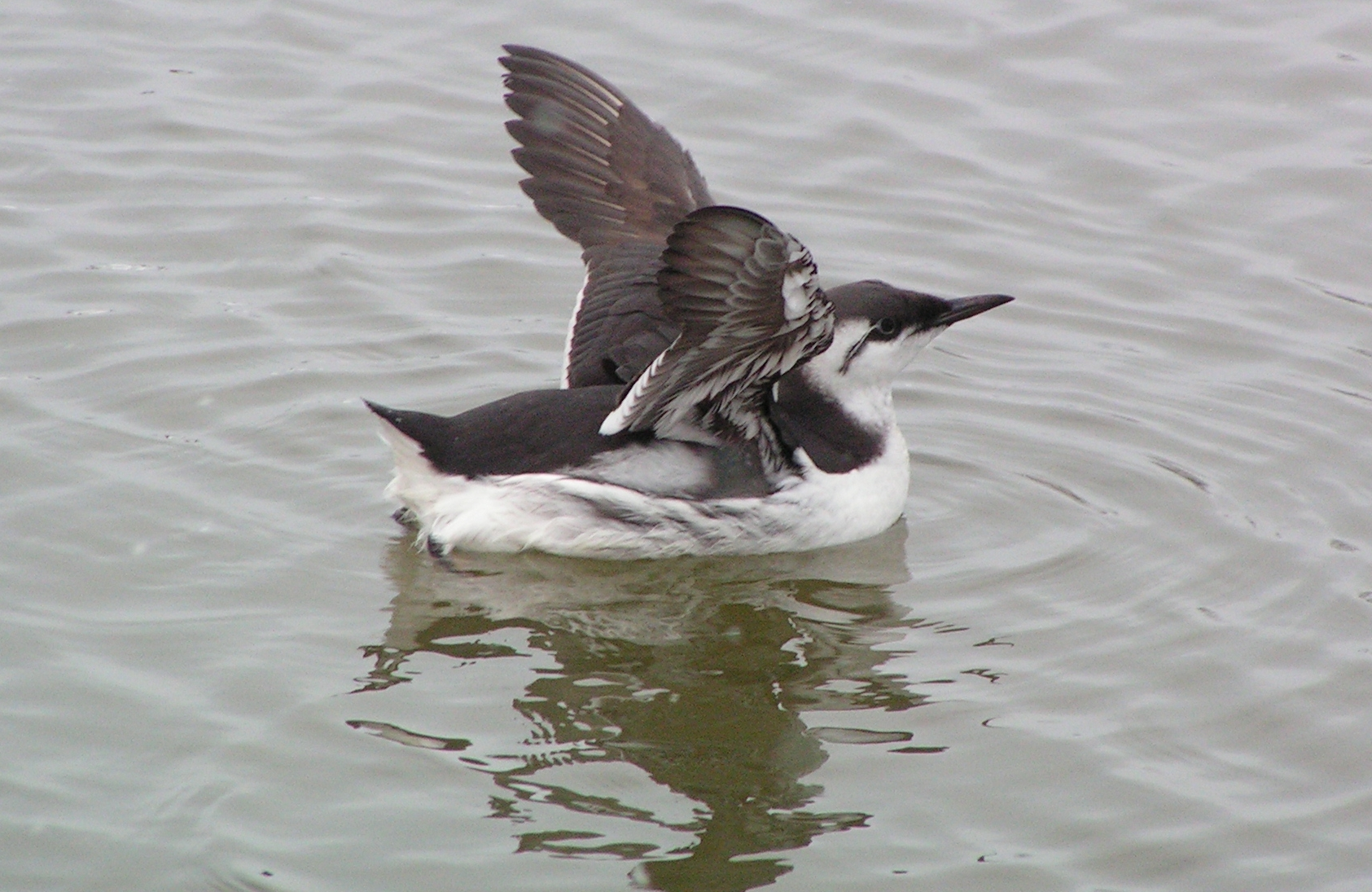
Alkoun úzkozobý v prostém šatu
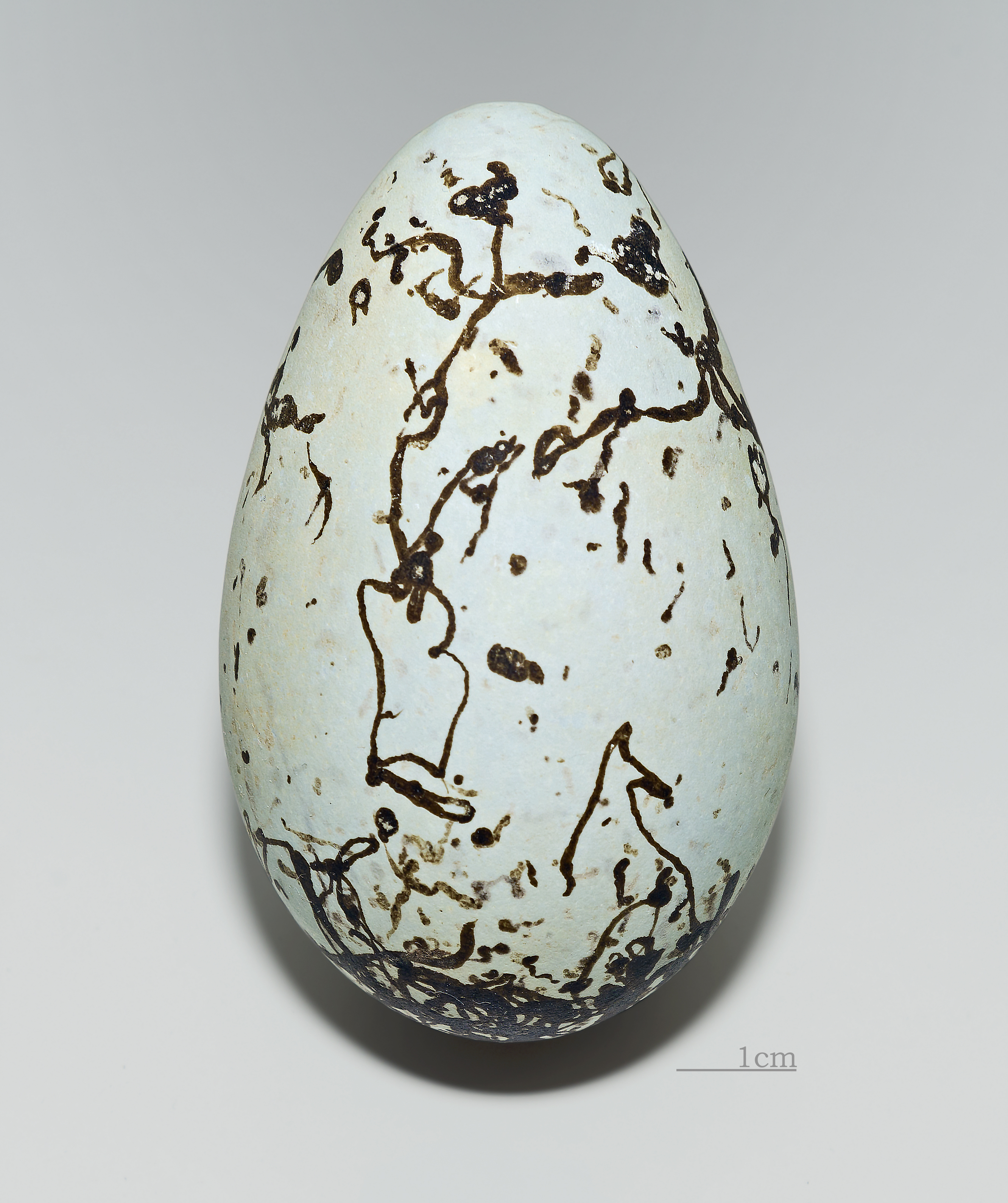
Vejce alkouna úzkozobého (Uria aalge)